# Middle Inlet, Wisconsin
Middle Inlet là một thị trấn thuộc quận Marinette, tiểu bang Wisconsin, Hoa Kỳ. Năm 2010, dân số của thị trấn này là 816 người.